# Montabon
Montabon ist eine Commune déléguée in der französischen Gemeinde Montval-sur-Loir mit 678 Einwohnern (Stand 1. Januar 2022) im Département Sarthe in der Region Pays de la Loire. Die Einwohner werden Montabonais genannt.
Zum 1. Oktober 2016 wurde Montabon mit den Gemeinden Château-du-Loir und Vouvray-sur-Loir zur neuen Gemeinde (Commune nouvelle) Montval-sur-Loir zusammengelegt. Die Gemeinde gehörte zum Arrondissement La Flèche und zum Kanton Château-du-Loir.

## Geographie
Montabon liegt etwa 39 Kilometer südsüdöstlich von Le Mans und etwa 34 Kilometer östlich von La Flèche am Flüsschen Yre, das hier in den Loir einmündet. Durch den Westen der Gemeinde verläuft die Autoroute A28.

## Bevölkerungsentwicklung
| Jahr                      | 1962 | 1968 | 1975 | 1982 | 1990 | 1999 | 2006 | 2013 |
| Einwohner                 | 602  | 556  | 656  | 664  | 704  | 713  | 771  | 799  |
| Quelle: Cassini und INSEE |      |      |      |      |      |      |      |      |

## Sehenswürdigkeiten
- Kirche Saint-Aignan aus dem 11. Jahrhundert
- Ring-Lokschuppen